# الجديدة (بانياس)
الجديدة قرية تتبع ناحية العنازة في شمال شرق منطقة بانياس التابعة لمحافظة طرطوس.